# ورامدة (بالا خيابان ليتكوة)
ورامدة (بالفارسية: ورامده) هي قرية تقع في إيران في قسم بالا خیابان لیتکوة الريفي. يقدر عدد سكانها بـ 460 نسمة بحسب إحصاء 2016.